# Вишнёвое (Чемеровецкий район)
Вишнёвое (укр. Вишневе; до 2016 г. Ле́нинское) — село в Чемеровецком районе Хмельницкой области Украины.
Население по переписи 2001 года составляло 151 человек. Почтовый индекс — 31635. Телефонный код — 3859. Код КОАТУУ — 6825287803.

## Местный совет
31635, Хмельницкая обл., Чемеровецкий р-н, с. Сокиринцы, ул. Центральная, 3